# Libor Sionko
Libor Sionko (Ostrava, 1 de Fevereiro de 1977) é um ex futebolista tcheco que atuava como meia ofensivo.

## Carreira
Sionko representou a Seleção Checa de Futebol, nas Olimpíadas de 2000. , na Copa do Mundo de 2006 e na euro 2008

## Clubes
Conseguiu destaque internacional jogando pelo FC Copenhague da Dinamarca. E teve muito destaque também no Sparta Praga onde atuou por 109 partidas marcando 16 gols.

## Títulos

### FC copenhague
- Campeonato dinamarquês 2008/2009,2009/2010
- copa da dinamarca 2009/2010

### Sparta Praga
- Campeonato tcheco1999/2000,2001/2002,2002/2003,2009/2010
- Super copa da república tcheca 2010

Austria viena
campeonato austríaco 2005/2006
copa da Áustria 2004/2005,2005/2006
Grazer AK
campeonato austríaco 2003/2004
copa da Áustria 2003/2004